# Van Hool AG280T
Тролейбус Van Hool AG280T — зчленований 21-метровий тролейбус бельгійського виробництва, що вироблявся у 1985—1989 роках у місті Генті, Бельгія. Гумова гормошка, салон та механічна частина були споруджені компанією Van Hool, тролеї були побудовані АСЕС.
Перший тролейбус Van Hool вийшов у 1985 році, коли у Генті місцева влада вирішила побудувати тролейбусні контактні мережі, він носив індекс Van Hool AG120T та був випробувальним, через кілька місяців його розібрали та переробили на автобус Van Hool A300. Модель Van Hool AG280T почала активно вироблятися бельгійською автобуно-тролейбусною компатією Van Hool з 1987 по 1989 роки. За цей час було виготовлено приблизно 25 моделей тролейбусів Van Hool AG280T.
Крім міста Гента, тролейбуси ніде не використовувалися, і тому їхнє виробництво незабаром припинилося. Проте, здвоєні гармошкою
Van Hool'и досі їздять по місту та перебувають у хорошому технічному стані. Загальна пасажиромісткість сягає 132 пасажири, подібно до зчленованих «Ікарусів» та має 46 сидячих місць і 86 стоячих. При повному навантаженні тролейбус витримує 80 км/год, двигун розраховано на максимальну швидкість 120 км/год, проте тролейбусу через другий салон та статус міського таку швидкість неможливо розвинути.

## Споріднені моделі
- A320, A300, А300 CNG, A360, A330, A330,AG700 CNG — 12 метрові міські автобуси
- AG330, AG500, AGG300 — міські з гармошками, остання модель з двома
- A300T, AG280T, AG300T — тролейбуси, дві останні зчленовані. З листопада 2019 року вживані тролейбуси моделі Van Hool AG300T надійшли з нідерландського міста Арнем та німецького міста Еслінген експлуатуються у Запоріжжі[1].